# Teruelita
La teruelita es una variedad de la dolomita, presente en terrenos del Keuper. Generalmente se encuentra en forma de cristales de color negro, debido a la presencia de pequeñas cantidades de hierro y de manganeso, pero también puede aparecer como cristales incoloros, de color gris o, muy raramente, de color rosa. Fue descrita inicialmente por Maestre en 1845 como si fuera una especie mineral nueva, un carbonato de calcio y hierro, pero quedó pronto claro que se trataba simplemente de una variedad de dolomita. El nombre hace referencia a Teruel, localidad española en la que la encontró.

## Propiedades físicas y químicas
La teruelita es una variedad de dolomita, que se caracteriza fundamentalmente por su presencia en yesos del Keuper (Triásico continental), porque los cristales tienen como forma principal, o incluso única el romboedro {4041}, que es muy raro en otros tipos de dolomita, y por ser habitualmente de color negro o marrón muy oscuro. Contiene un pequeño porcentaje de hierro y de manganeso.

## Yacimientos
La teruelita se ha encontrado en varias decenas de yacimientos en España, siempre en terrenos del Keuper. La localidad original es un barranco situado en las inmediaciones de la ciudad de Teruel, pero en este lugar los cristales raramente alcanzan un tamaño de 1 cm. Los mejores cristales, de un tamaño de hasta 5 cm, se han encontrado en Domeño (Valencia). También se han encontrado cristales muy grandes en Gestalgar (Valencia).